# Aleksandrów Kujawski (Landgemeinde)
Die gmina wiejska Aleksandrów Kujawski ist eine selbständige Landgemeinde in Polen im Powiat Aleksandrowski in der Woiwodschaft Kujawien-Pommern. Sie zählt 12.015 Einwohner (31. Dezember 2020) und hat eine Fläche von 131,6 km², die zu 16 % von Wald und zu 74 % von landwirtschaftlicher Fläche eingenommen wird. Verwaltungssitz der Landgemeinde ist die Stadt Aleksandrów Kujawski.

## Geographische Lage

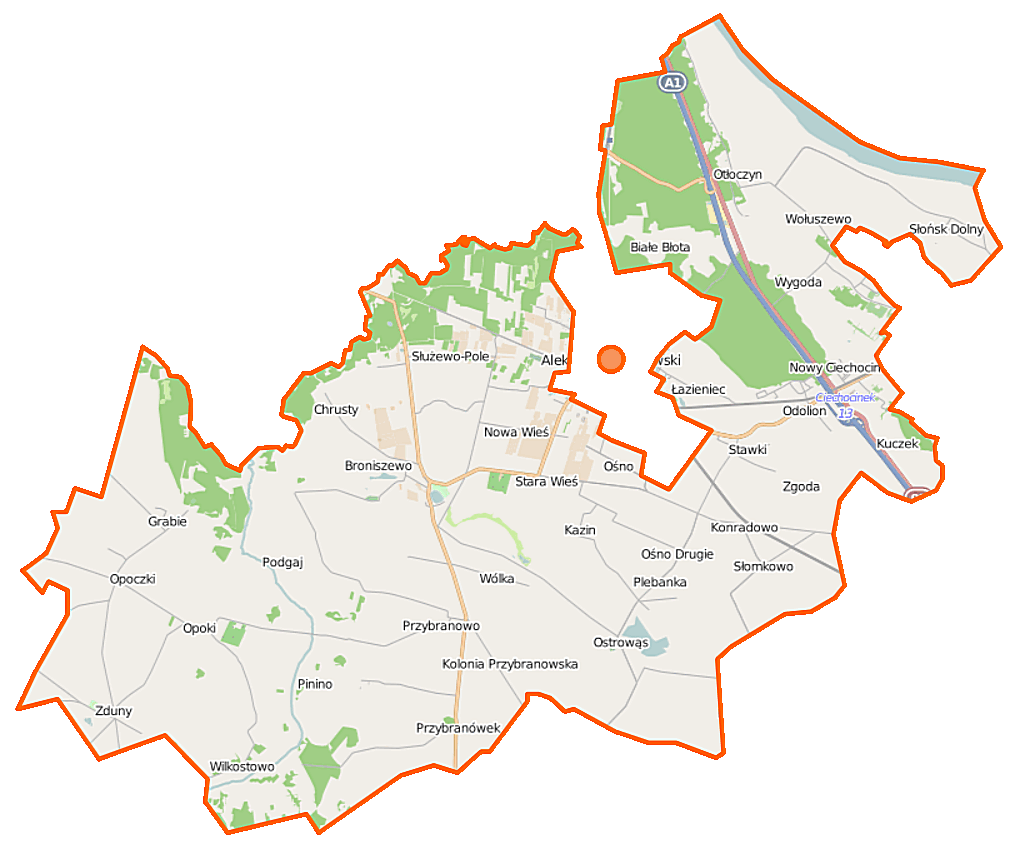
Karte der Gemeinde

Die Gemeinde liegt etwa 20 Kilometer südsüdöstlich von Toruń (Thorn) und grenzt im Osten an die Weichsel. Ihr Gebiet umfasst die Stadt Aleksandrów Kujawski fast vollständig.

## Eisenbahnunfall 1980
Auf dem Gebiet der Landgemeinde ereignete sich am Morgen des 19. August 1980 der Eisenbahnunfall von Otłoczyn. 67 Tote waren die Folge, 62 Menschen wurden darüber hinaus verletzt. Es war der schwerste Eisenbahnunfall in der Nachkriegszeit in Polen.

## Gemeindegliederung
Die Landgemeinde umfasst 28 Ortschaften mit Schulzenamt und 13 weitere Ortschaften:
| polnischer Name    | deutscher Name (1815–1920)         | deutscher Name (1939–1945)                            |
| ------------------ | ---------------------------------- | ----------------------------------------------------- |
| Białe Błota        | -                                  |                                                       |
| Broniszewo         | -                                  |                                                       |
| Chrusty            | -                                  |                                                       |
| Goszczewo          | -                                  |                                                       |
| Grabie             | Neu Grabia                         | 1939–1942 Neu Grabia 1942–1945 Grabe                  |
| Karczemka          | Karczemka                          | Karschau                                              |
| Konradowo          | -                                  |                                                       |
| Kuczek             | -                                  |                                                       |
| Łazieniec          | -                                  |                                                       |
| Nowa Wieś          | -                                  |                                                       |
| Nowy Ciechocinek   | -                                  |                                                       |
| Odolion            | -                                  | 1939–1943 Odolion 1943–1945 Odlau                     |
| Opoczki            | Klein Opok                         | Kleinottingen                                         |
| Opoki              | Groß Opok                          | Großottingen                                          |
| Ostrowąs           | -                                  | Ostrowons                                             |
| Ośno               | -                                  |                                                       |
| Ośno Drugie        | -                                  |                                                       |
| Otłoczyn           | Otloczyn 1902–1920 Ottlotschin     | 1939–1942 Ottlotschin 1942–1945 Krügershauland        |
| Otłoczynek         | Otloczynek 1902–1920 Ottlotschinek | 1939–1942 Ottlotschinek 1942–1945 Kleinkrügershauland |
| Pinino             | -                                  |                                                       |
| Plebanka           | -                                  |                                                       |
| Poczałkowo         | -                                  |                                                       |
| Poczałkowo-Kolonia | -                                  |                                                       |
| Podgaj             | -                                  |                                                       |
| Przybranowo        | -                                  |                                                       |
| Przybranówek       | -                                  |                                                       |
| Rożno-Parcele      | -                                  | Roschen-Parcele                                       |
| Rudunki            | -                                  |                                                       |
| Słomkowo           | -                                  |                                                       |
| Słońsk Dolny       | -                                  |                                                       |
| Służewo            | -                                  | 1939–1943 Sluzewo 1943–1945 Schlusau                  |
| Służewo-Pole       | -                                  |                                                       |
| Stara Wieś         | -                                  |                                                       |
| Stare Rożno        | -                                  | Roschen                                               |
| Stawki             | -                                  |                                                       |
| Wilkostowo         | Elsenheim                          | Elsenheim                                             |
| Wólka              | -                                  |                                                       |
| Wołuszewo          | -                                  |                                                       |
| Wygoda             | -                                  |                                                       |
| Zduny              | Zduny                              | Pottenstein                                           |
| Zgoda              | -                                  |                                                       |

Anmerkung: Einige Ortschaften am Nord- und Westrand der Landgemeinde gehörten zwischen 1815 und 1920 zu Preußen.